# (3685) Derdenye
(3685) Derdenye est un astéroïde de la ceinture principale.

## Description
(3685) Derdenye est un astéroïde de la ceinture principale. Il fut découvert le 1er mars 1981 à Siding Spring par Schelte J. Bus. Il présente une orbite caractérisée par un demi-grand axe de 2,67 UA, une excentricité de 0,17 et une inclinaison de 15,1° par rapport à l'écliptique.

## Compléments